# Jalal-Abad Airport
Jalal-Abad Airport är en flygplats i Kirgizistan. Den ligger i den västra delen av landet, 250 km sydväst om huvudstaden Bisjkek. Jalal-Abad Airport ligger 781 meter över havet.
Terrängen runt Jalal-Abad Airport är platt söderut, men norrut är den kuperad. Runt Jalal-Abad Airport är det ganska tätbefolkat, med 207 invånare per kvadratkilometer. Närmaste större samhälle är Dzjalal-Abad, 2,3 km sydost om Jalal-Abad Airport. Trakten runt Jalal-Abad Airport består till största delen av jordbruksmark.